# جوزيف مارشال (لاعب كرة قدم)
جوزيف مارشال (بالإنجليزية: Joseph Marshall)‏ هو لاعب كريكت ولاعب كرة قدم بريطاني (وحمل سابقاً جنسية المملكة المتحدة لبريطانيا العظمى وأيرلندا) في مركز حراسة المرمى، ولد في 25 يوليو 1862 في المملكة المتحدة، وتوفي في 15 يناير 1913 في دربي في المملكة المتحدة. لعب مع نادي مقاطعة ديربيشاير للكريكت ‏.